# Sieraków (województwo podkarpackie)
Sieraków – wieś w Polsce, położona w województwie podkarpackim, w powiecie niżańskim, w gminie Harasiuki, przy ujściu strugi Borowina do Tanwi.
| SIMC    | Nazwa               | Rodzaj    |
| ------- | ------------------- | --------- |
| 0793466 | Budy                | część wsi |
| 0793472 | Nowy Sieraków       | część wsi |
| 0793489 | Sieraków nad Tanwią | część wsi |
| 0793495 | Stary Sieraków      | część wsi |

Do 1974 wieś należała do powiatu biłgorajskiego w województwie lubelskim. W latach 1975–1998 wieś położona była w województwie tarnobrzeskim.
Wieś jest sołectwem w gminie Harasiuki. 
Wierni Kościoła rzymskokatolickiego należą do parafii Matki Bożej Królowej Polski w Hucisku.